# كريس تشانسلر
كريس تشانسلر (بالإنجليزية: Chris Chancellor)‏ هو لاعب كرة قدم أمريكية أمريكي، ولد في 22 ديسمبر 1986 في ميامي في الولايات المتحدة.